# Айови, Хайме
Ха́йме Хавье́р Айови́ Каро́со (исп. Jaime Javier Ayoví Corozo; родился 21 февраля 1988 года в Эсмеральдасе) — эквадорский футболист, нападающий клуба «Индепендьенте дель Валье». Выступал за сборную Эквадора. Участник чемпионата мира 2014 года.

## Биография

### Клубная карьера

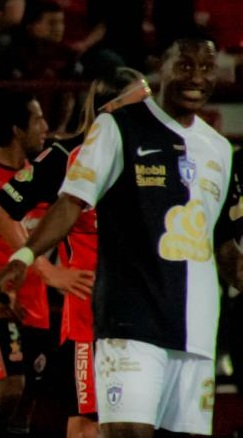
Айови в составе «Пачуки»

Айови начал карьеру выступая за любительский клуб. В 2006 году он был замечен скаутами «Эмелека» и подписал с командой контракт на 4 года. Хайме начал выступать на позиции вингера, но постоянно тяготел к центру нападения. В 2009 году для получения игровой практики Айови перешёл в «Манту» на правах аренды. В 34 матчах он отметился всего 7 мячами, «Эмелек» хотел продлить его аренду, но новый тренер клуба Хорхе Сампаоли попросил Хайме остаться. В сезоне 2010 года он был сменщиком аргентинского нападающего Эрнана Пейроне. Айови выиграл конкуренцию стал основным нападающем команды, забивая важные голы.
В 2011 году Хайме перешёл в мексиканскую «Толуку», подписав контракт на три года. 16 января в матче против «Пачуки» он дебютировал в мексиканской Примере. 23 января в поединке против «Хагуарес Чьяпас» Айови забил свой первый гол за новый клуб. В 12 встречах чемпионата он забил 5 голов и заинтересовал множество мексиканских клубов. Летом 2011 года Хайме перешёл в «Пачуку». 24 июля в матче против «Сантос Лагуна» он дебютировал за новый клуб. 31 июля в поединке против «Пуэблы» Айови забил свой первый гол за «Пачуку». Несмотря на место в основе Айови забивал немного и летом 2012 года был отдан в аренду в «Аль-Наср» из Саудовской Аравии. 23 августа в матче против «Аль-Иттихада» он дебютировал в чемпионате Саудовской Аравии. 29 сентября в поединке против «Аль-Вахда» Хайме забил свой первый гол. Айови набрал отличную форму и забивал в каждом втором матче. В начале сезона 2013 года Хайме получил серьёзную травму. Процесс восстановления занял 8 месяцев.
Летом 2013 года Айови подписал контракт с «Тихуаной», с условием того, что он будет сразу отдан в аренду для набора формы. Хайме вернулся на родину, где на до конца года выступал за ЛДУ Кито. 11 января 2014 года в матче против «Америки» он дебютировал за «Тихуану». 8 марта в поединке против «Гвадалахары» Айови забил свой первый гол за «холос». 19 марта Хайме стал героем встречи Кубка чемпионов КОНКАКАФ против американского «Лос-Анджелес Гэлакси», забив два мяча.
Летом 2014 года Айови вновь отправился в аренду, его новым клубом стал аргентинский «Годой-Крус». 30 августа в матче против «Химнасии Ла-Плата» он дебютировал в аргентинской Примере. 15 октября в поединке против «Тигре» Хайме сделал «дубль», забив первые голы за новую команду. Забив в 13 матчах 9 мячей Айови убедил руководство аргентинского клуба подписать его на постоянной основе. В начале 2015 года Хайме стал футболистом «Годой-Крус» на постоянной основе. Сумма трансфера составила 1,5 млн евро.

### Международная карьера
5 сентября 2010 года в товарищеском матче против сборной Мексики Айови дебютировал за сборную Эквадора, в этой же встрече он забил свой первый гол.
В 2014 году Хайме попал в заявку сборной на участие в чемпионате мира в Бразилии. На турнире он был запасным и не сыграл ни минуты.
В 2016 году Айови принял участие в Кубке Америки в США. На турнире он сыграл в матчах против команд Бразилии, Перу, Гаити и США. В поединке против гаитян Хайме забил гол.

### Голы за сборную Эквадора
| #   | Дата            | Место                                     | Противник  | Результат | Соревнование                     |
| --- | --------------- | ----------------------------------------- | ---------- | --------- | -------------------------------- |
| 01. | 4 сентября 2010 | Омнилайф, Сапопан, Мексика                | Мексика    | 1:2       | Товарищеский матч                |
| 02. | 2 сентября 2011 | Олимпийский стадион, Атауальпа, Эквадор   | Ямайка     | 5:2       | Товарищеский матч                |
| 03. | 6 сентября 2011 | Олимпийский стадион, Атауальпа, Эквадор   | Коста-Рика | 4:0       | Товарищеский матч                |
| 04. | 7 октября 2011  | Олимпийский стадион, Атауальпа, Эквадор   | Венесуэла  | 2:0       | Чемпионат мира 2014 квалификация |
| 05. | 12 октября 2011 | Ред Булл Арена, Нью-Джерси, США           | США        | 0:1       | Товарищеский матч                |
| 06. | 29 февраля 2012 | Джордж Кэпвелл, Гуаякиль, Эквадор         | Гондурас   | 2:0       | Товарищеский матч                |
| 07. | 29 февраля 2012 | Джордж Кэпвелл, Гуаякиль, Эквадор         | Гондурас   | 2:0       | Товарищеский матч                |
| 08. | 15 августа 2012 | Сити-филд, Нью-Йорк, США                  | Чили       | 3:0       | Товарищеский матч                |
| 09. | 19 ноября 2013  | Би-би-ви-эй Компасс Стэдиум, Хьюстон, США | Гондурас   | 2:2       | Товарищеский матч                |
| 10. | 13 июня 2016    | Би-би-ви-эй Компасс Стэдиум, Хьюстон, США | Гаити      | 2:0       | Кубок Америки 2016               |